# کاربران جنرال داینامیکس اف-۱۶ فایتینگ فالکن

نیروی هوایی ایالات متحده آمریکا، چهار عضو از شرکای آن در ناتو، و نیروی هوایی پاکستان یکی از متحدان اصلی ایالات متحده، کاربران اصلی جنرال داینامیکس اف-۱۶ فایتینگ فالکن هستند. با تکامل فروش تحت قراردادهای فروش نظامی خارجی، بسیاری از نیروهای هوایی دیگر نیز اف-۱۶ را خریداری کردند. اکثر کشورهایی که اف-۱۶ خریداری کرده‌اند از سال ۲۰۱۰ همچنان از آنها استفاده می‌کنند.
اف-۱۶ امروزه هنوز هم مورد تقاضا است و بسیاری از نیروهای هوایی به دنبال جایگزینی جنگنده قدیمی با اف-۱۶ هستند. از آنجایی که نیروی هوایی ایالات متحده به‌طور پیوسته تعداد اف-۱۶ خود را افزایش داده‌است، گاهی هواپیماهای قدیمی را که آنها را منسوخ می‌داند، به عنوان تجهیزات اضافی یا به عنوان هواپیمای «سی‌کی‌دی» برای تکمیل موجودی‌های یدکی به فروش می‌رساند.

## کاربران
- بحرین
- بلژیک
- شیلی
- دانمارک
- مصر
- یونان
- اندونزی
- عراق
- اسرائیل
- اردن
- مراکش
- هلند
- نروژ
- عمان
- پاکستان
- لهستان
- پرتغال
- تایوان
- سنگاپور
- کره جنوبی
- تایلند
- ترکیه
- امارات متحده عربی
- ایالات متحده آمریکا
- ونزوئلا
- کلمبیا

## کاربران ایالات متحده آمریکا

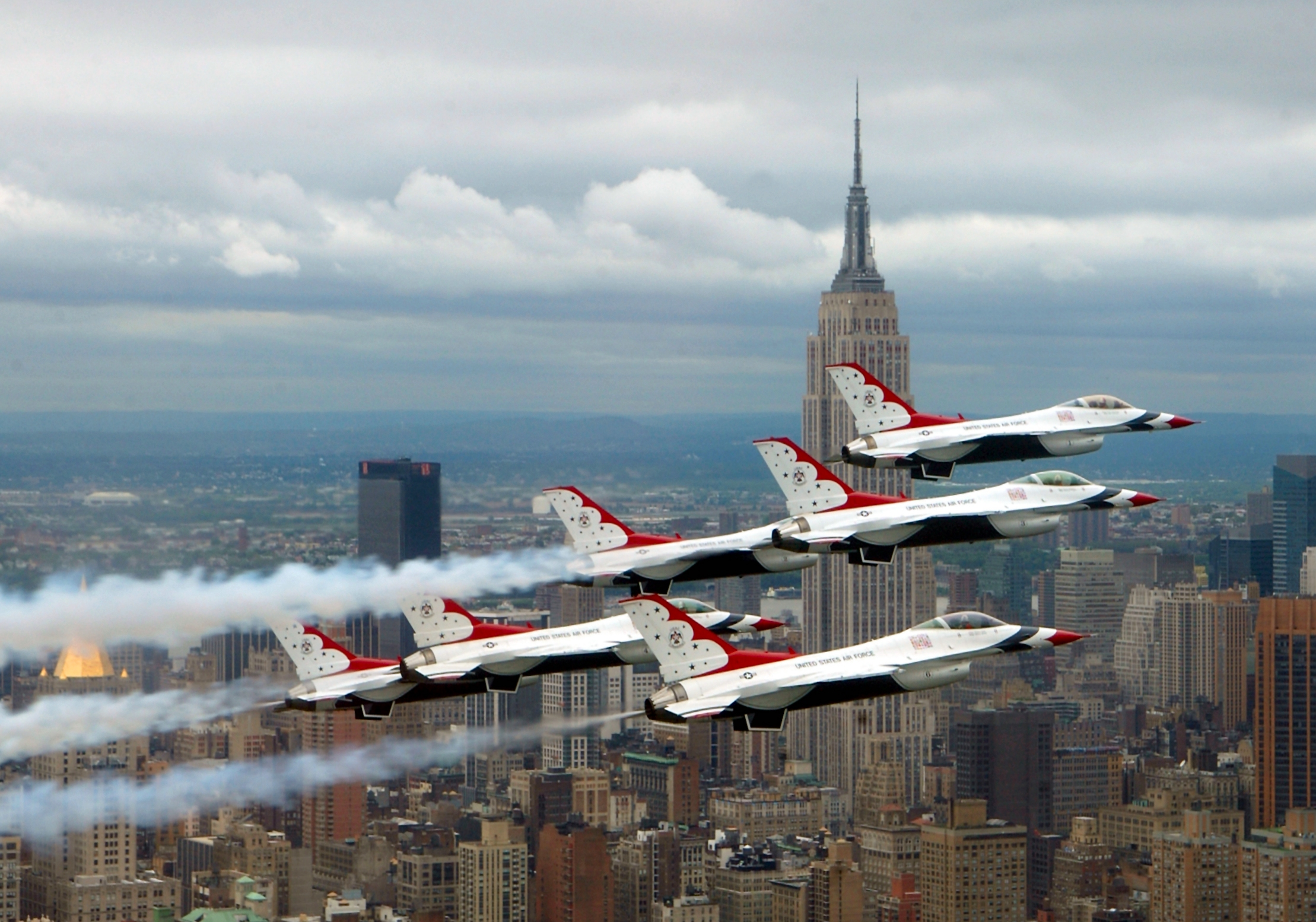
تاندربردز بر فراز نیویورک

چندین فرماندهی نیروی هوایی ایالات متحده آمریکا، نیروی دریایی ایالات متحده آمریکا و سازمان ملی هوانوردی و فضایی از مدل‌های مختلف اف-۱۶ فایتینگ فالکن استفاده می‌کنند.

### نیروی هوایی ایالات متحده
در سال ۲۰۰۷، نیروی هوایی آمریکا ۱۲۴۵ فروند اف-۱۶ با ۷۰۱ نیروهای فعال، ۴۹۰ فروند با گارد ملی هوایی و ۵۴ فروند با نیروهای ذخیره عملیاتی کرد.

## شرکای اصلی ناتو
پس از انتخاب توسط ایالات متحده، تصمیم گرفته شد که یک مشارکت بین نیروی هوایی ایالات متحده ایجاد شود، سپس توسعه هواپیما برای خدمات و کشورهای عضو ناتو که نیاز مشابهی به یک جنگنده سبک‌وزن داشتند آغاز شد. چهار کشور از این قبیل تصمیم گرفتند که به تلاش برای توسعه بپیوندند و در کار تولید و قراردادهای فرعی شرکت کنند. چهار شریک اروپایی که مجموعاً به عنوان دولت‌های مشارکت کننده اروپایی (EPG) شناخته می‌شوند، بلژیک، دانمارک، هلند و نروژ هستند. نیروهای هوایی این چهار کشور نیز به عنوان نیروهای هوایی شرکت کننده اروپایی شناخته می‌شوند.

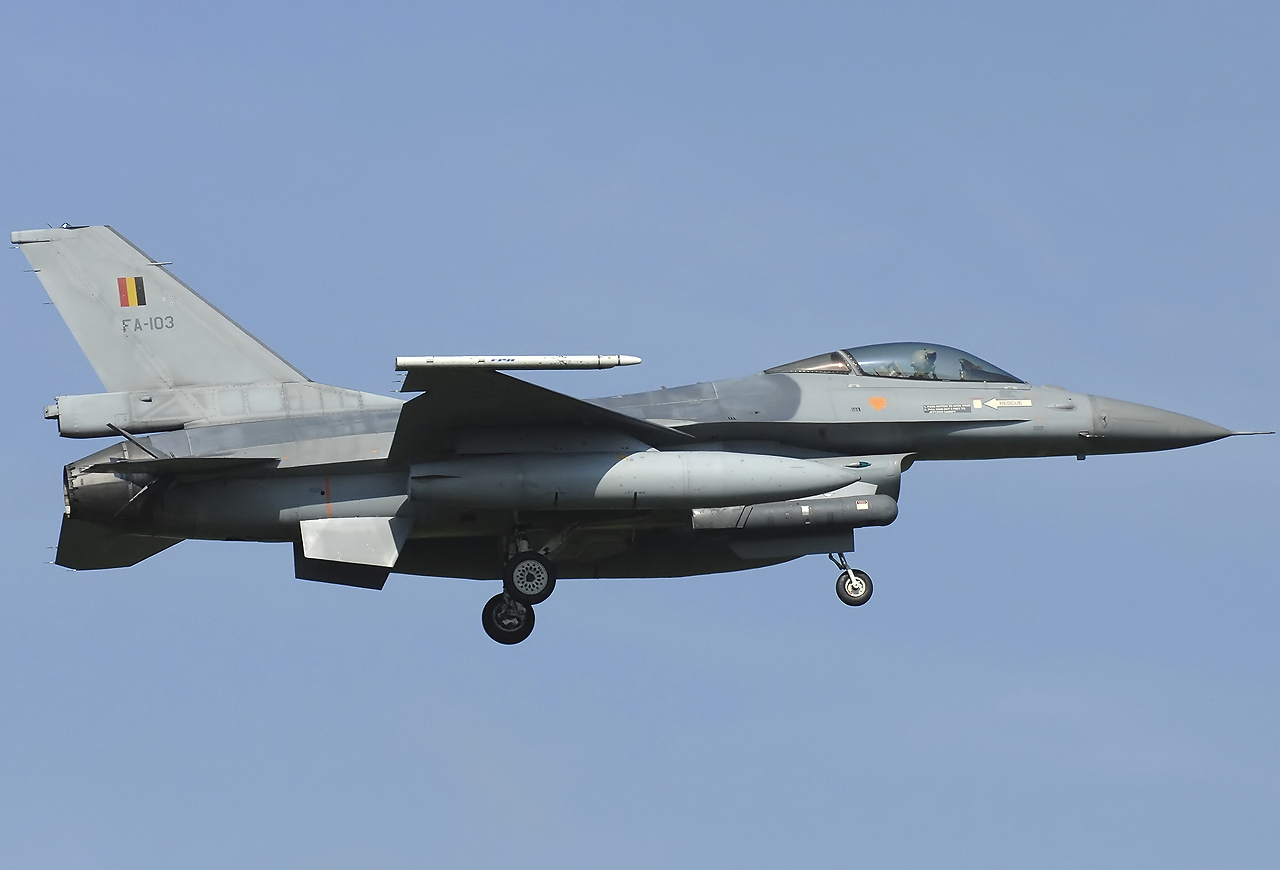
بلژیک
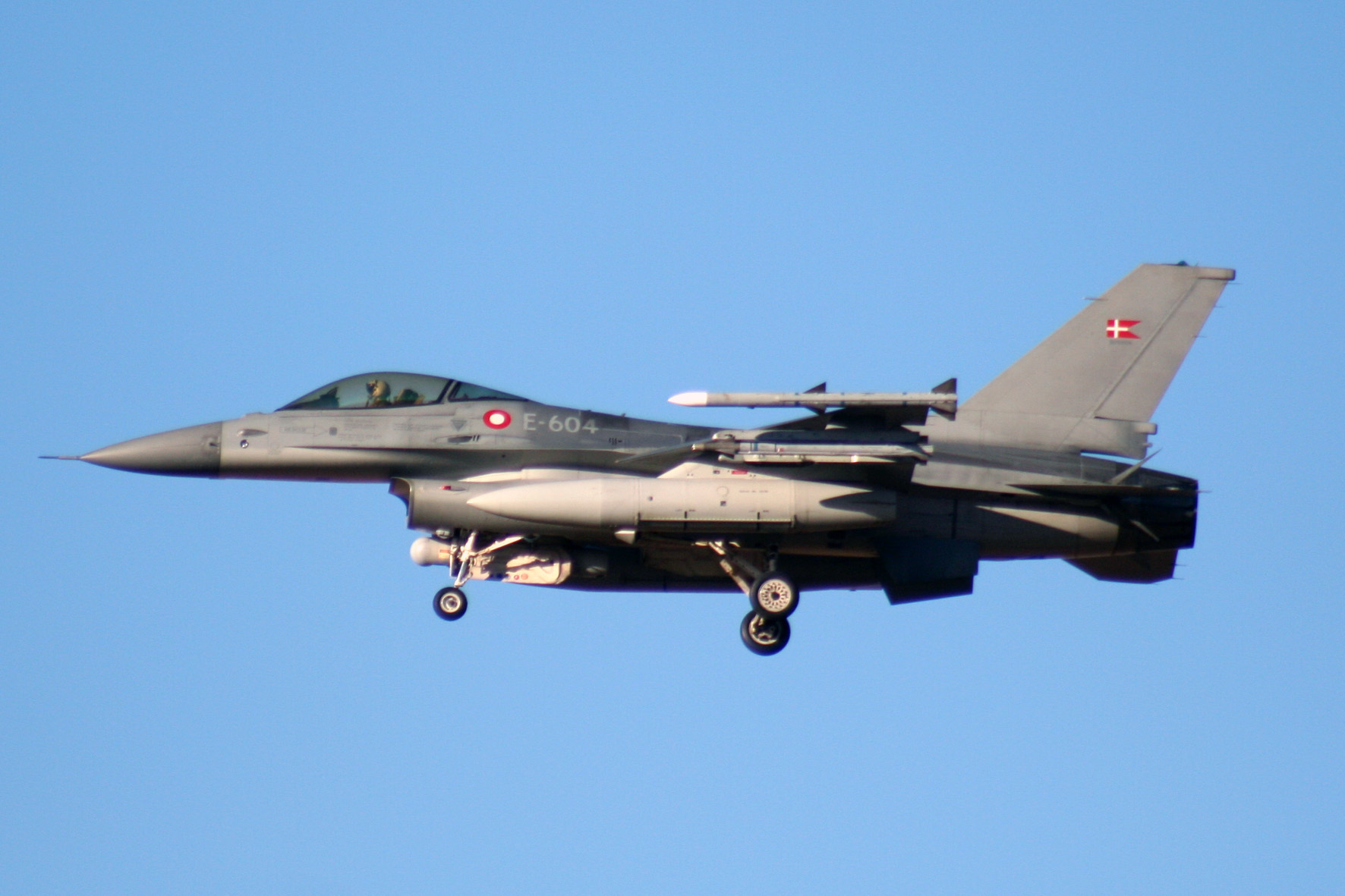
دانمارک
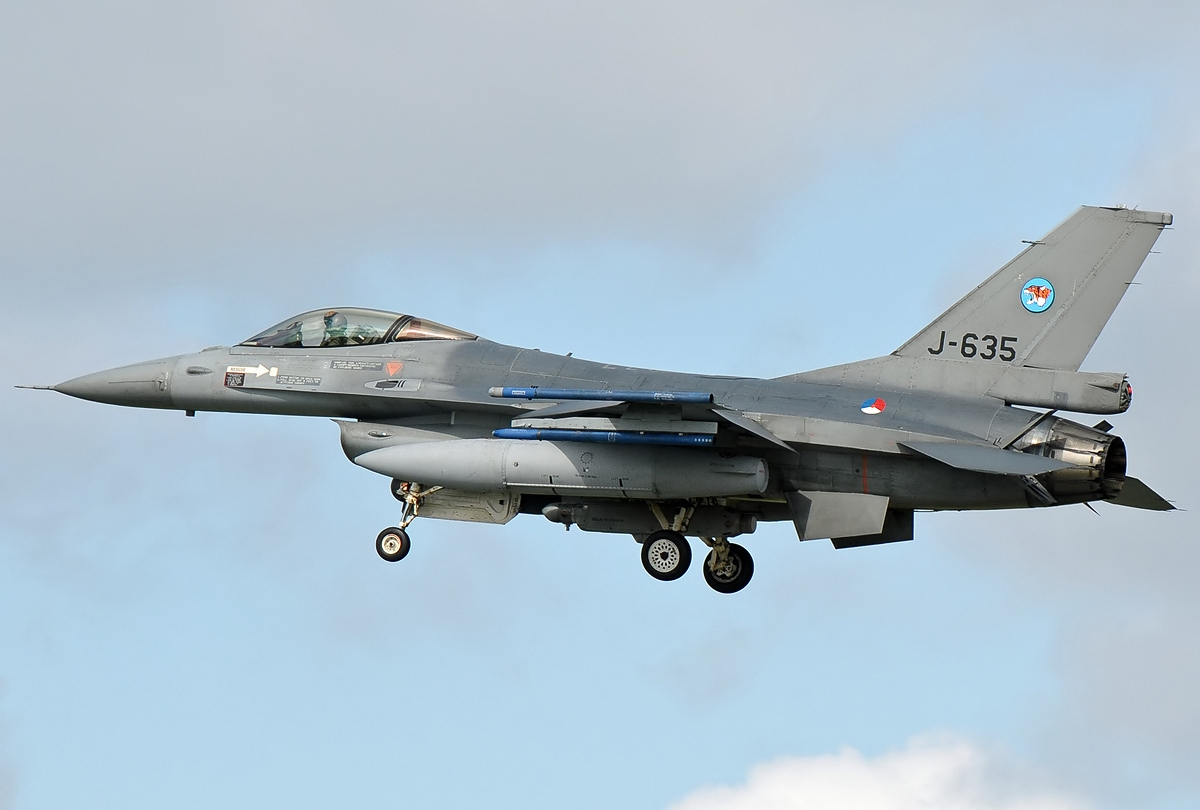
هلند
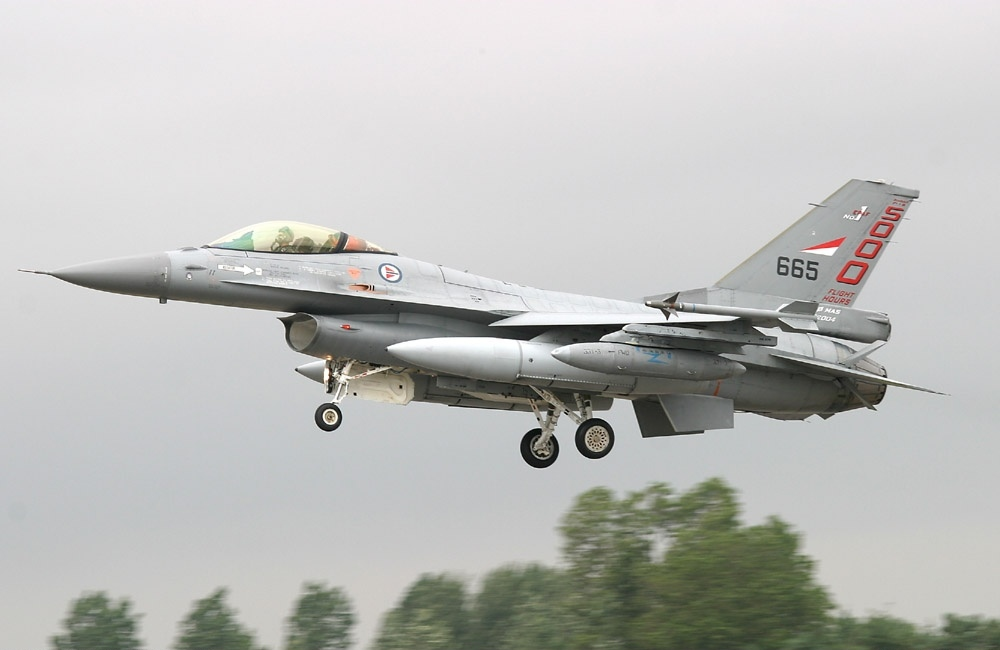
نروژ

### بلژیک
بلژیک بزرگ‌ترین خریدار اولیه اف-۱۶ از چهار شریک اصلی ناتو بود. شرکت هوانوردی آن، تولیدکننده اصلی این هواپیما به عنوان بخشی از مشارکت بود. سفارش اولیه بلژیک شامل ۱۱۶ فروند اف-۱۶ای/بی در بلوک‌های ۱، ۵، ۱۰ و ۱۵ بود. تحویل در سال ۱۹۷۹ آغاز شد و در سال ۱۹۸۵ تکمیل شد. سفارش بعدی برای ۴۴ فروند اف-۱۶ای/بی-۱۵۰سی‌یو در سال ۱۹۹۱ تکمیل شد. بیشتر اف-۱۶های دانمارکی نیز در بلژیک تولید شدند. بسیاری از اف-۱۶های بلژیکی و دانمارکی به‌روزرسانی MLU را در SABCA دریافت کردند.

### دانمارک
دانمارک کوچک‌ترین عضو شراکت در ناتو بود و نیروی هوایی پادشاهی دانمارک ۵۸ فروند هواپیمای اف-۱۶ای/بی را تحت سفارش اولیه دانمارک در ۲۸ ژانویه ۱۹۸۰ پذیرفت. یک سفارش کوچک بعدی، دوازده هواپیمای دیگر را به دانمارک آورد، و دو سفارش تعویض فرسایش دیگر بعداً ارسال شد که در مجموع ۶۲ اف-۱۶ای‌ام و ۱۶ اف-۱۶بی‌ام وارد خدمات دانمارکی شد.

### هلند

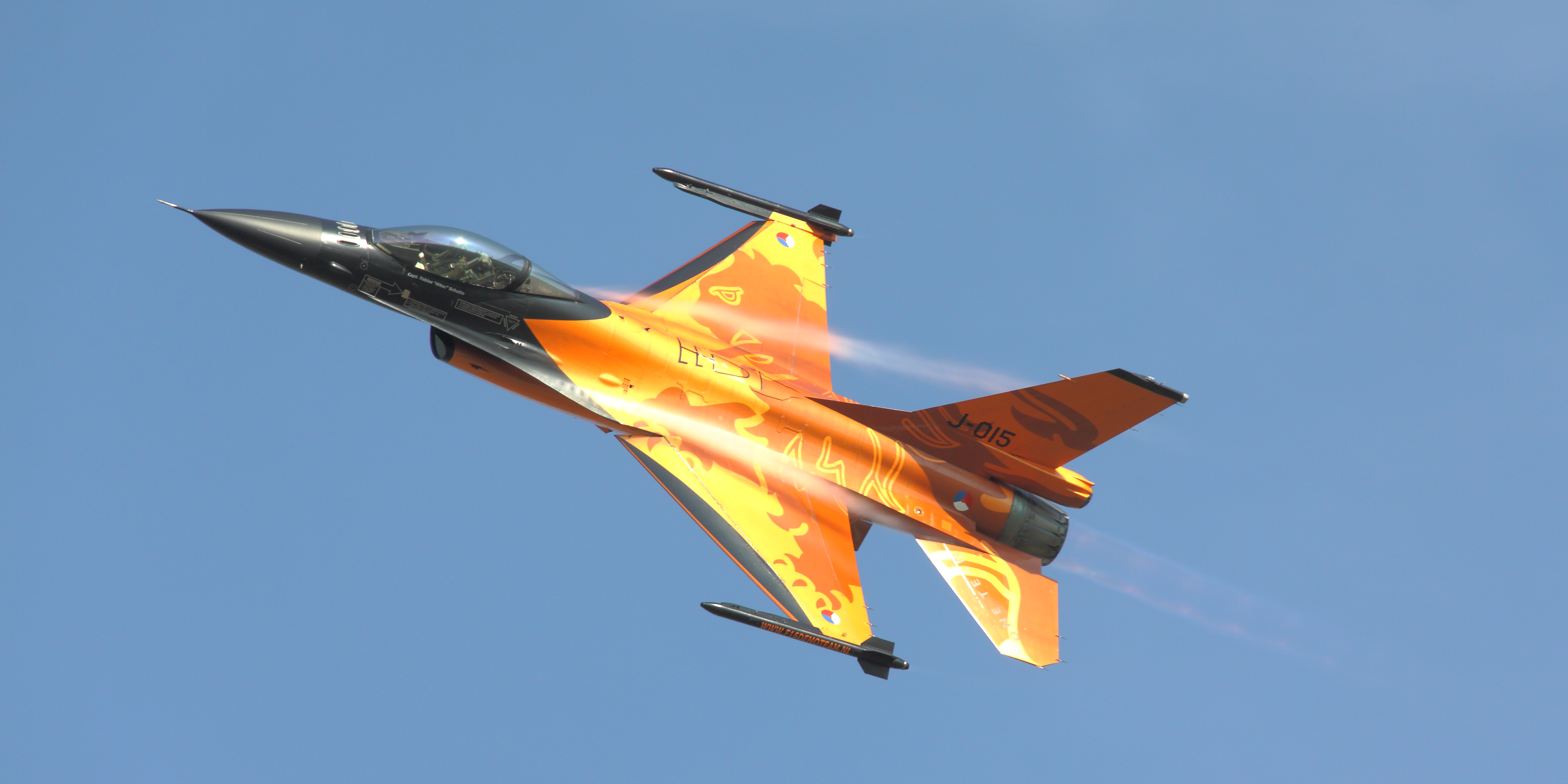
یک اف-۱۶ هلندی با رنگ نارنجی مخصوص برای نمایش هوایی

هلند، مانند بلژیک، سفارش‌های قابل توجهی برای اف-۱۶ انجام داد و در کارخانه فوکر هواپیما ساخت. تحویل اف-۱۶ در سال ۱۹۷۹ آغاز شد و در سال ۱۹۹۲ به پایان رسید. در مجموع ۱۰۲ هواپیما در ابتدا سفارش داده شد، که با سفارش‌های بعدی ۱۱۱ فروند دیگر اضافه شدند. پنجاه و دو مورد از این هواپیماها اف-۱۶ای/بی-۱۵۰سی‌یو بودند. این سفارش‌ها کل تحویل‌های اف-۱۶ای/بی هلندی را به ۲۱۳ رساند. هلند ۱۰۸ فروند از این هواپیماها اف-۱۶ای‌ام/بی‌ام را نیز دریافت کرد.

### نروژ
نروژ برای جایگزینی اسکادران‌های قدیمی لاکهید اف-۱۰۴ استارفایتر به شراکت اصلی در ناتو پیوست. در سال ۱۹۷۵، نروژ ۷۲ فروند هواپیمای اف-۱۶ای/بی را سفارش داد که بین سال‌های ۱۹۸۰ تا ۱۹۸۴ تحویل داده شد. برخلاف سایر شرکا، هیچ سفارشی برای پیگیری وجود ندارد، به جز یک سفارش در سال ۱۹۸۹ برای دو فروند هواپیمای اف-۱۶بی-۱۵۰سی‌یو که عنوان جایگزینی برای هواپیماهای سقوط کرده بودند. همه هواپیماهای ام‌ال‌یو و سیستم دید جدید را دریافت کرده‌اند. در ۶ ژانویه ۲۰۲۲، نروژ اعلام کرد که تمام اف-۱۶های آن بازنشسته شده‌اند و با لاکهید مارتین اف-۳۵ لایتنینگ ۲ جایگزین شده‌اند.

## سفارش‌های لغو شده

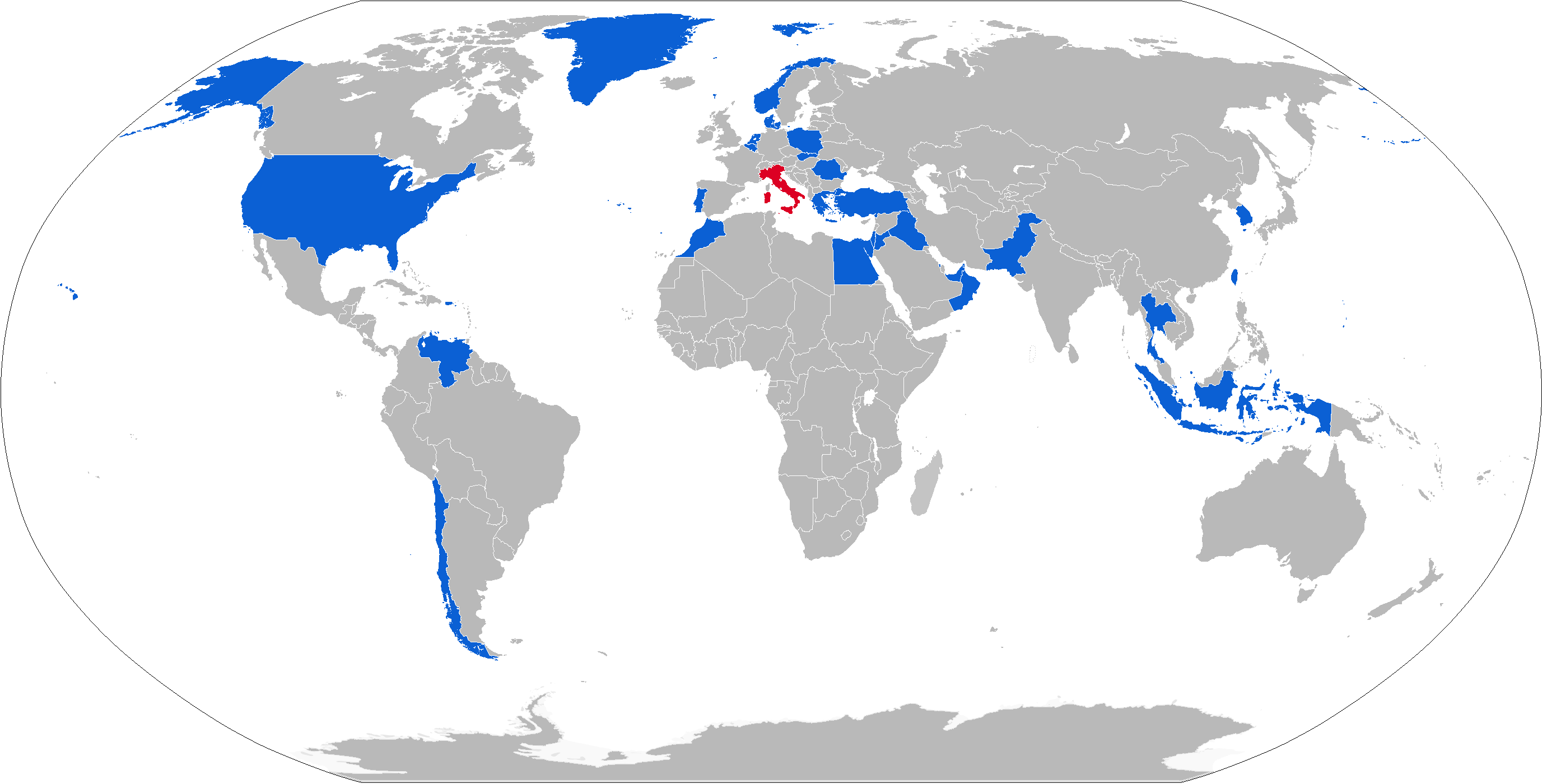
نقشه دارندگان F16

### استرالیا
اف-۱۶ای و اف-۱۶سی از جمله طرح‌هایی بودند که توسط نیروی هوایی سلطنتی استرالیا برای جایگزینی جنگنده‌های داسو میراژ ۳ در اواخر دهه ۱۹۷۰ و اوایل دهه ۱۹۸۰ مورد توجه قرار گرفت. پس از پایان فرآیندهای ارزیابی اولیه، نیروی هوایی استرالیا حق انتخاب بین اف-۱۶سی و اف/ای-۱۸ هورنت، که هر دو شرایط فنی آن را برآورده می‌کردند، داشت. در حالی که اف-۱۶سی ارزان‌تر از اف/ای-۱۸ای بود، نیروی هوایی استرالیا تصمیم گرفت که هورنت از نظر فناوری بهتر، نگهداری آن در طول استقرار عملیاتی آسان‌تر است و احتمالاً نرخ ساییدگی بسیار کمتری دارد. بر این اساس، دولت استرالیا تصمیم گرفت ۷۵ فروند اف/ای-۱۸ در اکتبر ۱۹۸۱ سفارش دهد.

### برزیل
برزیل در حال ارزیابی اف-۱۶بی‌آر با هدف تولید آن در یک سرمایه‌گذاری مشترک با لاکهید مارتین بود. داسو رافال، بوئینگ اف/ای-۱۸ سوپر هورنت و ساب ۳۹ گریپن در نهایت در فهرست نهایی قرار گرفتند و اف-۱۶بی‌آر از لیست خارج شد. در پایان، جاس ۳۹ گریپن ئی انتخاب شد.

### کرواسی
در ژوئیه ۲۰۱۷، وزارت دفاع کرواسی اعلام کرد که برنامه خرید جایگزینی میگ-۲۱ نیروی هوایی کرواسی را از سر گرفته‌است و درخواستی برای پیشنهاد حداکثر ۱۲ هواپیما به پنج کشور یونان، اسرائیل و ایالات متحده برای جنرال داینامیکس اف-۱۶ فایتینگ فالکن صادر کرد.
در اکتبر ۲۰۱۷، این وزارتخانه اعلام کرد که چهار نامه تعهد برای حداکثر ۱۸ هواپیما از ایالات متحده، اسرائیل و یونان دریافت کرده‌است که انواع مختلف اف-۱۶ را ارائه می‌دهد و همچنین سوئد یک نوع ناشناخته ساب ۳۹ گریپن را ارائه می‌دهد. کره جنوبی در این مناقصه پیشنهادی نداد.
در نوامبر ۲۰۱۷، رسانه‌های کرواسی اعلام کردند که پیشنهادهای سوئد برای ساب ۳۹ و اسرائیل برای ناوگان ترکیبی از انواع اف-۱۶ای/بی و اف-۱۶/سی‌دی از بین چهار پیشنهاد حذف شده‌اند. بر اساس گزارش‌ها، پیشنهاد ایالات متحده به دلیل گران بودن رد شد، و اف-۱۶ بلوک ۳۰ پیشنهادی یونان به دلیل قدیمی بودن رد شد. گزارش‌های بیشتر حاکی از آن است که پیشنهاد اسرائیل به دلیل رقابتی‌ترین قیمت‌ها و همچنین باز کردن فرصت‌های اضافی برای همکاری دفاعی پیشرو بوده‌است.
در مارس ۲۰۱۸، کرواسی پیشنهاد اسرائیل برای ۱۲ فروند هواپیمای اف-۱۶سی/دی بلوک ۳۰ «باراک» را در یک معامله ۵۰۰ میلیون دلاری پذیرفت.

### ایران
ایران در سال ۱۹۷۶، ۱۶۰ فروند برای نیروی هوایی شاهنشاهی ایران (IIAF) سفارش داد، اما به دلیل انقلاب ۱۳۵۷، سفارش لغو شد و هیچ فروندی به ایران منتقل نشد. ۵۵ فروند از این هواپیماها بعداً به نیروی هوایی اسرائیل تحویل داده شد.